# ダン (ノースカロライナ州)
ダン（英: Dunn）は、アメリカ合衆国ノースカロライナ州ハーネット郡の都市である。2010年国勢調査での人口は9,263 人だった。ダン小都市圏の主要都市であり、都市圏人口は2010年で114,678 人だった。この都市圏は、アメリカ合衆国国勢調査局が定義するより広いリサーチ・トライアングルと呼ばれるローリー・ダーラム・ケーリー広域都市圏に入っている。

## 歴史
現在のダンとなった所は元々ラックナウと呼ばれており、ケープフェア川沿いにある大きな町であるアベラスボロと比べれば眠っているような小集落だった。南北戦争中の1865年にアベラスボロの戦いが起きた後、その住民の大半がラックナウに移転し、1873年に町名をダンと改めた。
ダン市は1887年2月12日に法人化された。当時は製材の町であり、テレピン油を生産する中心地だった。町名はウィルソンからファイエットビルの間の鉄道建設を監督したベネット・ダンにちなむものだった。
ダン市内のアメリカ合衆国国家歴史登録財としては、ダン商業歴史地区、ハーネット郡訓練学校、ケネス・L・ハワード邸、レバノン（プランテーションハウス）、ウィリアム・C・リー将軍邸、ジョン・A・マッケイ邸と製造会社、ジョン・E・ウィルソン邸がある。

## 地理
ダン市は北緯35度18分37秒 西経78度36分39秒 / 北緯35.31028度 西経78.61083度 (35.310360, -78.610836)に位置している。
アメリカ合衆国国勢調査局に拠れば、市域全面積は6.2平方マイル (16 km2)であり、すべて陸地である。

## 人口動態
以下は2000年の国勢調査によるグリーンビル都市圏の人口統計データである。
| 基礎データ - 人口: 9,196 人 - 世帯数: 3,797 世帯 - 家族数: 2,422 家族 - 人口密度: 572.7人/km2（1,482.2 人/mi2） - 住居数: 4,100 軒 - 住居密度: 255.3軒/km2（660.8 軒/mi2） 人種別人口構成 - 白人: 54.56% - アフリカン・アメリカン: 41.21% - ネイティブ・アメリカン: 0.97% - アジア人: 0.60% - 太平洋諸島系: 0.07% - その他の人種: 1.28% - 混血: 1.32% - ヒスパニック・ラテン系: 2.24% | 年齢別人口構成 - 18歳未満: 25.1% - 18-24歳: 7.8% - 25-44歳: 25.3% - 45-64歳: 23.5% - 65歳以上: 18.4% - 年齢の中央値: 39歳 - 性比（女性100人あたり男性の人口） - 総人口: 79.9 - 18歳以上: 74.2 世帯と家族（対世帯数） - 18歳未満の子供がいる: 27.7% - 結婚・同居している夫婦: 40.6% - 未婚・離婚・死別女性が世帯主: 19.8% - 非家族世帯: 36.2% - 単身世帯: 32.7% - 65歳以上の老人1人暮らし: 15.9% - 平均構成人数 - 世帯: 2.35人 - 家族: 2.99人 | 収入と家計 - 収入の中央値 - 世帯: 28,550米ドル - 家族: 39,521米ドル - 性別 - 男性: 31,029米ドル - 女性: 21,961米ドル - 人口1人あたり収入: 19,178米ドル - 貧困線以下 - 対人口: 23.5% - 対家族数: 19.6% - 18歳未満: 32.2% - 65歳以上: 19.2% |

## 教育
ダン市内には学校が3校ある。ハーネット初等学校は就学前から3年生を教えている。ウェイン・アベニュー小学校は4年生と5年生を教えている。ダン中学校は6年生から8年生を教え、その卒業生は近くのアーウィン町にあるトリトン高校に進学する。

## 著名な出身者
- リンク・レイ（1929年-2005年）、ロックのギタリスト、作詞家、作曲家、ダン生まれ
- ウィリアム・C・リー（1895年-1948年）、アメリカ陸軍の軍人、陸軍空挺隊の父、ダン生まれ

## 学校体罰論争
1981年12月、ダン高校の生徒3人が授業をサボった罰として、副校長のグレン・バーニーから木製のヘラで叩かれた。ノースカロライナ州では学校の体罰は合法であり、当時のハーネット郡教育学区でも認められていた（2008年に方針を変更して体罰を禁止した）。この体罰について、生徒の1人シェリー・ガスパーソン、17歳の両親が、翌年5月にバーニーと学校に対して55,000ドルの損害賠償訴訟を起こした。これは「ガスパーソン対ハーネット郡教育委員会事件」と呼ばれ、その体罰は厳しすぎると訴えた。1982年10月にシェリーが18歳になり、直接の原告になった。1983年12月、1週間の審問と15分間の協議後に、陪審員は被告有利の判断を行い、その後原告が控訴したが、2年後にノースカロライナ州最高裁判所が控訴を棄却した。この裁判について、原告の証人にもなった心理学者アーウィン・ハイマンが1990年に著した著書『読み書きとヒッコリーの棒』の中で批判した。
1984年10月17日、シェリー・ガスパーソンはアメリカ合衆国上院少年司法小委員会の場で証言した。この小委員会はペンシルベニア州選出上院議員のアーレン・スペクターが委員長を務めていた。シェリーの証言では、彼女が体罰を受けたあとの日々で痣と外部出血の治療をした郡の医療検査官が、バーニーを児童虐待で告訴した（裁判の時は提示を認められなかった事実）が、「公立学校の教師に対して児童虐待を調査できる機関がない」と陳述した。シェリーの母マーリーン・ガスパーソンも同じ委員会で証言した。学校が生徒に対する体罰を管理する権利があると思うかを尋ねられたとき、「以前は権利があると思っていたが、それが生んだトラウマを経験した後では、それに対する考えを完全に変えた」と答えた。
シェリー・ガスパーソンは「USAトゥディ」1984年10月23日版の投書欄でも、学校体罰の廃止を訴えた。